# پلی حاجی
پلی حاجی، روستایی است از توابع بخش مرکزی شهرستان گنبد کاووس در استان گلستان ایران.

## جمعیت
این روستا در دهستان فجر قرار داشته و براساس سرشماری سال ۱۳۸۵جمعیت آن ۲٬۰۸۳نفر (۴۴۱خانوار) بوده است.